# 瓦莱耶
瓦莱耶（法語：Valeille，法語發音：[valɛj]）是法国卢瓦尔省的一个市镇，属于蒙布里松区。

## 地理
瓦莱耶（45°42'27"N, 4°18'25"E）面积16.43 平方千米，位于法国奥弗涅-罗讷-阿尔卑斯大区卢瓦尔省，该省份为法国中南部省份，北起顺时针与索恩-卢瓦尔省、罗讷省、伊泽尔省、阿尔代什省、上盧瓦爾省、多姆山省和阿列省接壤。
与瓦莱耶接壤的市镇（或旧市镇、城区）包括：弗尔、圣巴泰勒米-莱斯特拉、圣西尔莱维涅、圣洛朗拉孔什、萨尔特昂东济、维里尼厄。

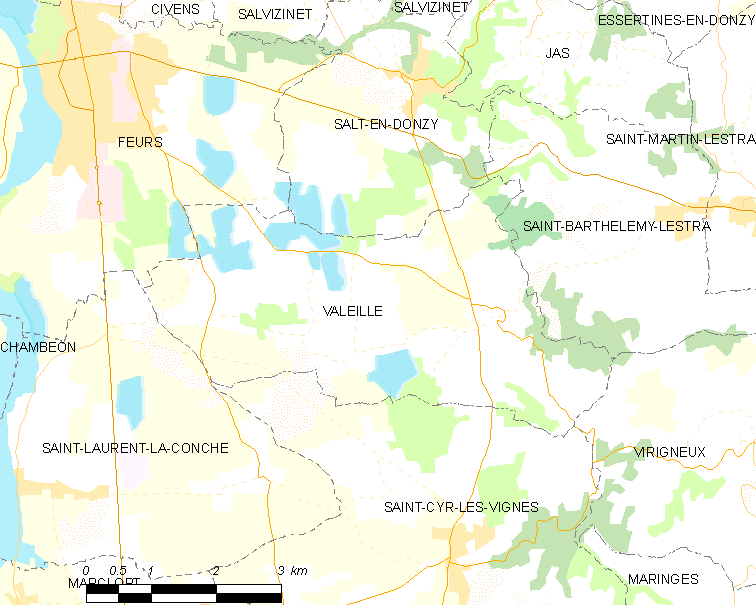
瓦莱耶的OSM定位图

瓦莱耶的时区为UTC+01:00、UTC+02:00（夏令时）。

## 行政
瓦莱耶的邮政编码为42110，INSEE市镇编码为42319。

## 政治
瓦莱耶所属的省级选区为弗尔县。

## 人口

1962-2008年间瓦莱耶人口变化图示

瓦莱耶于2022年1月1日时的人口数量为680人。